# Stephan III. (Ungarn)

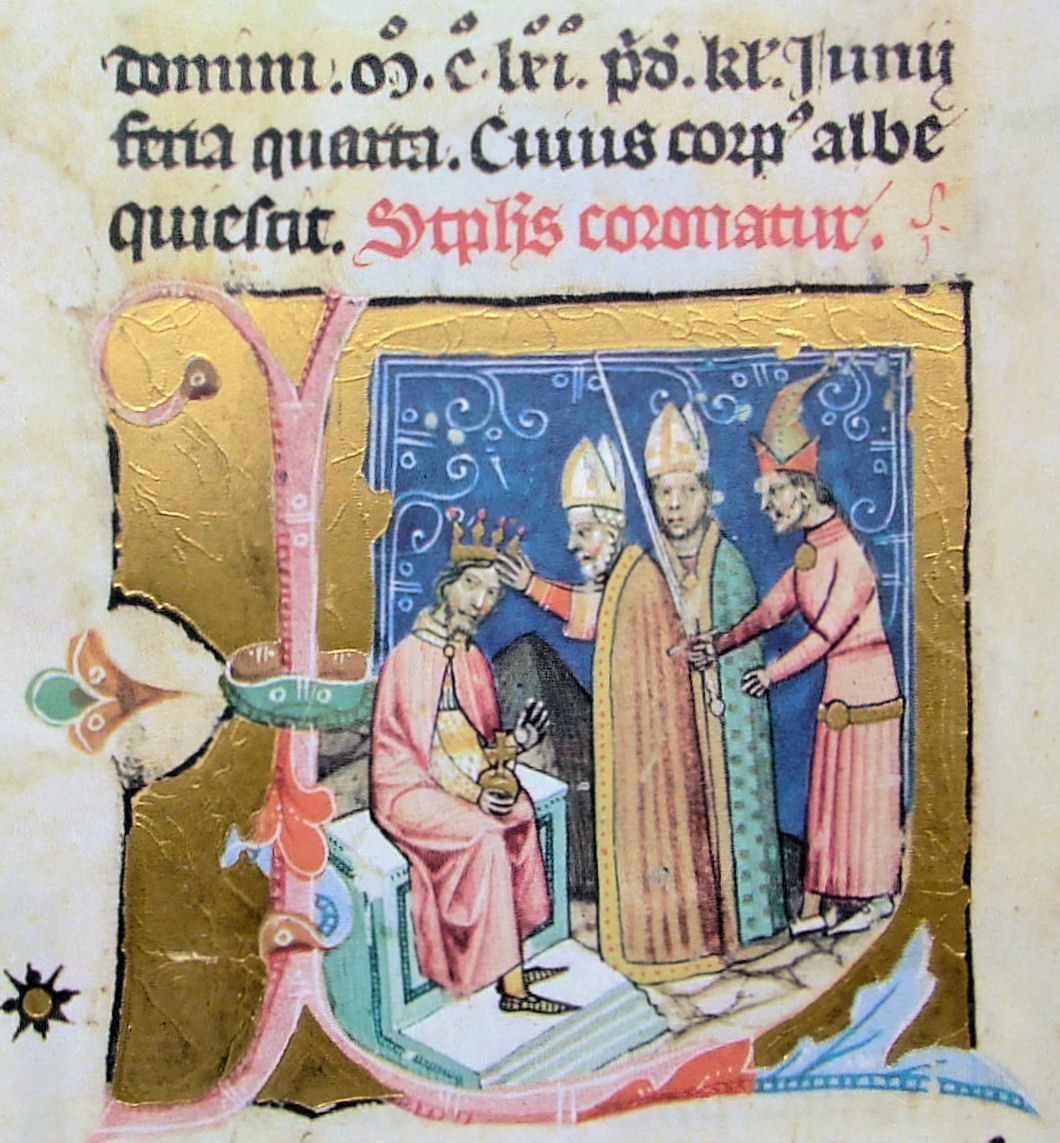
Krönung von Stephan III. in der Bilderchronik

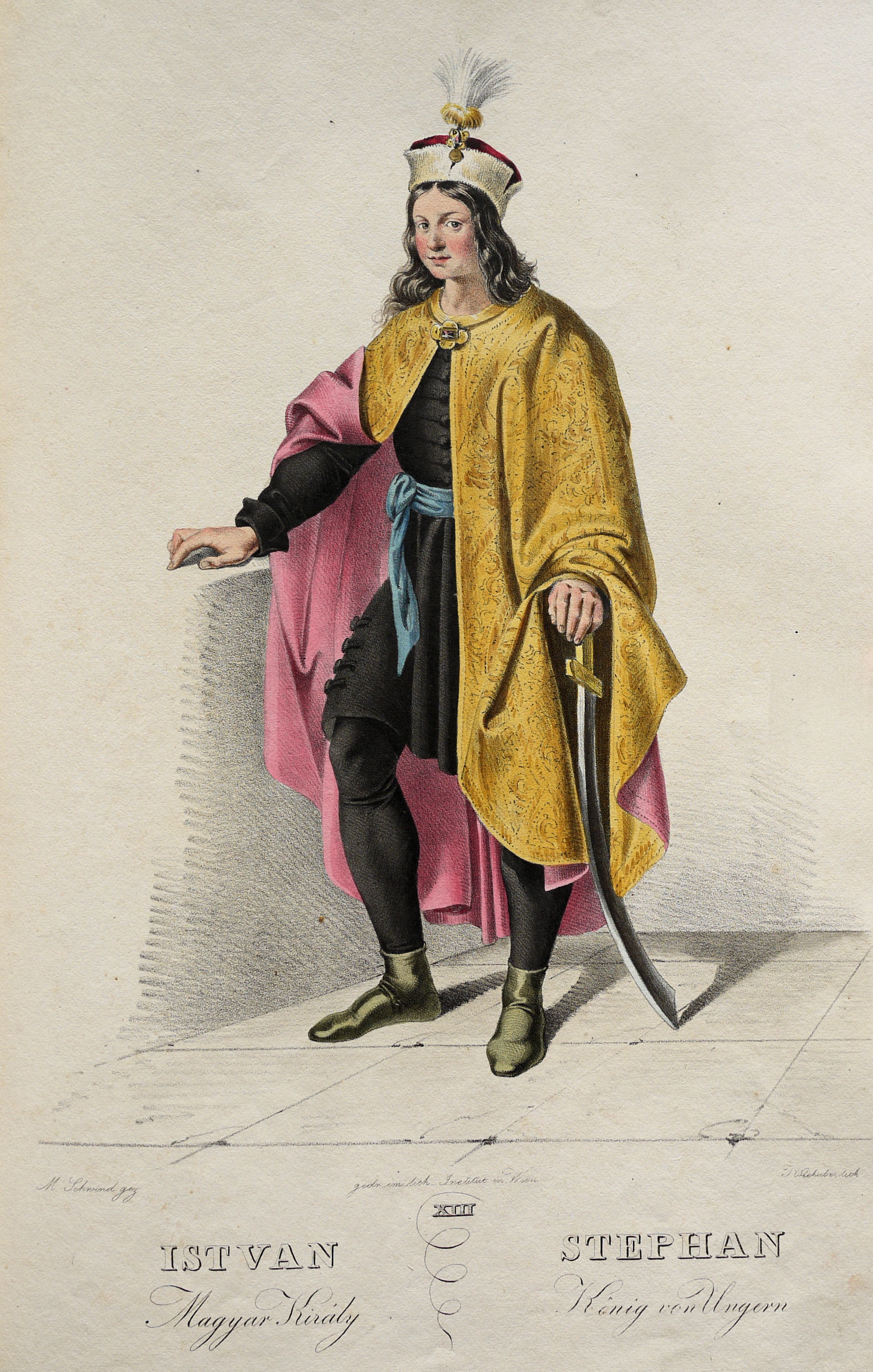
Stephan III. Lithographie von Josef Kriehuber nach einer Zeichnung von Moritz von Schwind, ca. 1828.

Stephan III. (ungarisch III. István, kroatisch Stjepan III., * 1147; † 4. März 1172 in Esztergom) aus dem Hause der Árpáden, war von 1162 bis 1172 König von Ungarn, Kroatien und Rama. Er war der Sohn von Géza II. und Eufrozina, einer Kiewer Prinzessin.

## Sein Weg zum Thron
Stephan III. wurde 1147 geboren. Der französische König Ludwig VII., der mit einem Kreuzzugsheer gerade durch Ungarn marschierte, wurde sein Taufpate. 1152 wurde Stephan zum offiziellen Thronfolger ernannt. Gézas Brüder, Ladislaus und Stephan lebten in Konstantinopel am Hof von Manuel I. und verfolgten ihre eigenen Ziele.
Géza starb am 31. Mai 1162. Stephan III. wurde einige Tage später gekrönt. Als König hatte er die Unterstützung seiner Mutter und des Esztergomer Erzbischofs Lukács.
Prinzessin Eufrozina pflegte gute Kontakte zu den deutschen Gebieten. Hauptsächlich ihr war zu verdanken, dass Stephan 1166 die österreichische Prinzessin Agnes, Tochter von Herzog Heinrich II. zur Frau nehmen konnte.

## Gegenkönige
Der byzantinische Kaiser Manuel I. war bestrebt, Ungarn zu einem Vasallenstaat zu machen. Deswegen unterstützte er den Prinzen Stephan (König Stephans III. gleichnamigen Onkel) militärisch. Nach einem erfolgreichen Feldzug im Jahre 1162 wurde jedoch dessen Bruder Ladislaus gekrönt, denn Stephan war unter den Ungarn sehr unbeliebt. Diese Wende führte zur Exkommunikation des neuen Königs Ladislaus durch den Erzbischof von Esztergom. Im Gegenzug ließ Ladislaus den Erzbischof Lukács gefangen nehmen.
Stephan III. floh mit seinen Anhängern vor dem populären Ladislaus II. nach Pozsony, heute Bratislava. 
Am 14. Januar 1163 starb Ladislaus. Neuer König wurde dessen Bruder Stephan unter dem Namen Stephan IV. Dieser nahm sowohl den Kampf gegen Byzanz als auch seinen Neffen Stephan III. auf. Letzterer siegte bei Székesfehérvár (Stuhlweißenburg) am 19. Juni 1163. Die Kämpfe wurden jedoch fortgeführt, bis Friedrich Barbarossa auf Seiten von Stephan III. eingriff.
Stephan IV. wurde am 11. April 1165 von seinen eigenen Leuten vergiftet.

## Seine Regierung
Nach dem Tod seines Onkels kam noch keine Ruhe in Stephans Leben. Sein Bruder Béla wurde am Byzanzer Hof erzogen, was Kaiser Manuel Gelegenheit gab, sich neuerlich in die ungarischen Angelegenheiten einzumischen. Umstritten waren Gebiete in Kroatien und Dalmatien.
Nach der Schlacht von Zimony (heute Zemun bei Belgrad) am 8. Juli 1167, die mit einem byzantinischen Sieg endete, schlossen König Stephan und Kaiser Manuel Frieden. Sie teilten die Südgebiete Ungarns untereinander auf. Spannungen mit der Republik Venedig, die sich in der Adria auszubreiten begann, endeten, als die Árpáden mit  venezianischen Patrizierfamilien dynastische Kontakte schlossen.
Auch während der zahlreichen Kriege bemühte sich Stephan III., das Staatswesen neu zu ordnen. Er war der erste König, der den Bürgern, in diesem Fall den Einwohnern der Stadt Székesfehérvár, Privilegien einräumte. Er garantierte auch der Kirche ihren Besitz, außer in Notfällen.
Stephan III. starb im Alter von 25 Jahren am 4. März 1172, vielleicht ebenfalls infolge einer Vergiftung. Erzbischof Lukács ließ den König in Esztergom beisetzen. Als König folgte Stephans Bruder Béla III., denn Stephans Sohn, ebenfalls mit Namen Béla, erlebte die Volljährigkeit nicht.